# Venezuelasplaining
Venezuelasplaining es un neologismo (combinación parasintética de las palabras «Venezuela» y «explaining») acuñado en redes sociales para describir el fenómeno de «personas que nunca han vivido en Venezuela ni son venezolanos tratan de explicar a los venezolanos qué ocurre en Venezuela, según ellos», en su mayoría, pero no limitado a estadounidenses.aunque el segundo grupo mayoritario son republicanos españoles. Dichas personas pueden ser de izquierda o tener una posición privilegiada y lejana, y un entendimiento superficial y errado sobre la crisis en Venezuela. Las explicaciones generalmente ignoran o simplifican excesivamente la complejidad del conflicto.
El término surgió a partir de la crisis presidencial de Venezuela en 2019.Como respuesta a análisis hechos por comentaristas extranjeros, el portal web venezolano Caracas Chronicles lanzó la campaña #AskAVenezuelan (Pregúntale a un venezolano), en el cual invitaban a los venezolanos a responder a los comentaristas.
El mismo año, una de las actitudes descritas como Venezuelasplaining fue la ocupación de la embajada de Venezuela en Washington D. C. El 10 de abril, alrededor de cincuenta activistas del grupo Code Pink entraron al edificio por invitación de Nicolás Maduro. Los activistas estadounidenses sostenían que estaban defendiendo el edificio, mientras que afuera manifestantes venezolanos les exigían que lo desalojaran. Los venezolanos señalaron la contradicción de que estadounidenses, que no hablaban español, les impidiesen la entrada a la embajada. Los integrantes de Code Pink respondieron deslegitimando a los protestantes, acusándolos de ser «privilegiados y blancos».